# Franz Strommer

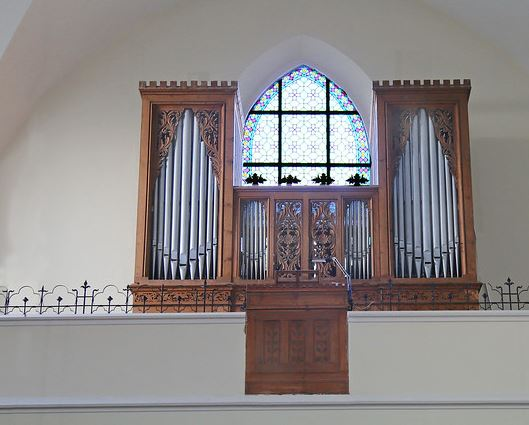
Pfarrkirche Enzersdorf im Thale

Franz Strommer (* 16. September 1846 in Hluk in Mähren; † 22. Juli 1912 in Wien) war ein Wiener Orgelbauer.

## Leben
Strommer heiratete 1869 Elisabeth Josefa Seibert, die Tochter des Orgelbauers Joseph Seyberth, dessen Betrieb er übernahm.
Franz Strommer führte seinen Orgelbaubetrieb von 1870 bis zu seinem Tod in Wien. Er war mit zahlreichen Neubauten und Reparaturarbeiten befasst. Seine Orgeln sind überwiegend mit mechanischer Kegellade gebaut.

## Orgelwerke
| Jahr  | Ort                              | Gebäude                                  | Bild | Manuale | Register | Bemerkungen                                                                                                |
| ----- | -------------------------------- | ---------------------------------------- | ---- | ------- | -------- | --- |
|       | Blumau-Neurißhof                 | Pfarrkirche Blumau-Neurißhof             |      | I/P     | 6        | [ 3 ] |
|       | Frättingsdorf                    | Pfarrkirche Frättingsdorf                |      | I/P     | 6        | [ 4 ] |
|       | Gallbrunn                        | Pfarrkirche Gallbrunn                    |      | I/P     | 7        | [ 4 ] |
| 188x  | Harmannsdorf                     | Pfarrkirche Harmannsdorf                 |      | I/P     | 14       | [ 4 ] [ 5 ]                                                                                                |
|       | Kleinengersdorf                  | Pfarrkirche Klein-Engersdorf             |      | I/P     | 7        | 1945 zerstört                                                                                              |
|       | Mannersdorf an der March         | Pfarrkirche Mannersdorf an der March     |      | II/P    | 12       | [ 6 ] |
| 1874  | Kottingneusiedl                  | Pfarrkirche Ybbs an der Donau            |      | II/P    | 19       | nicht erhalten, seit 1954 umgestaltet von Gregor Hradetzky, Gehäuse aus 1723/25 von Bartholomäus Heintzler |
| 1875  | Kottingneusiedl                  | Pfarrkirche Kottingneusiedl              |      | I/P     | 5        | [ 4 ] |
| 1875  | Großebersdorf                    | Pfarrkirche Großebersdorf                |      | I/P     | 10       | [ 4 ] |
| 1877  | Ulrichskirchen                   | Pfarrkirche Ulrichskirchen               |      | I/P     | 12       | 1977 Orgel erweitert um 2 Register                                                                         |
| 1880  | St. Martin am Ybbsfelde          | Pfarrkirche St. Martin am Ybbsfelde      |      | II/P    | 13       | 1961 Erweiterung durch Johann Pirchner                                                                     |
| 1884  | Trumau                           | Pfarrkirche Trumau                       |      | I/P     | 8        | nur Gehäuse erhalten, seit 2019 Orgel von Orgelbau Kögler                                                  |
| 1884  | Manhartsbrunn                    | Pfarrkirche Manhartsbrunn                |      | I/P     | 9        | [ 7 ] |
| 1884  | Wien-Leopoldstadt                | Krankenhaus der Barmherzigen Brüder Wien |      | I/P     |          | |
| 1885  | Mitterndorf an der Fischa        | Pfarrkirche Mitterndorf an der Fischa    |      | I/P     | 6        | [ 7 ] |
| 1885  | Weißkirch bei Bistritz           | Evangelische Pfarrkirche                 |      | I/P     | 11       | [ 8 ] |
| 1885  | Abstetten                        | Pfarrkirche Abstetten                    |      | I/P     | 10       | [ 4 ] |
| 1887? | Wien                             | Türkischer Tempel                        |      |         | 12       | [ 9 ] |
| 1889  | Sankt Pölten                     | Herz-Jesu Kirche                         |      | I/P     | 6        | |
| 1889  | Spannberg                        | Pfarrkirche Spannberg                    |      | I/P     | 8        | |
| 1890  | Weyerburg                        | Filialkirche Weyerburg                   |      | I/P     | 7        | |
| 1890  | Deutsch-Brodersdorf              | Pfarrkirche                              |      | I/P     |          | |
| 1892  | Ollersbach                       | Pfarrkirche Ollersbach                   |      | I/P     | 8        | nicht erhalten, seit 1990 Orgel von Walcker-Mayer                                                          |
| 1892  | Heiligenkreuz (Niederösterreich) | Kreuzkirche                              |      | I/P     | 6        | 1892 für evangelische Kirche in Perchtoldsdorf errichtet                                                   |
| 1898  | Zellerndorf                      | Pfarrkirche Zellerndorf                  |      | I/P     | 10       | |
| 1899  | Lassing b. Göstling              | Pfarrkirche Mendling zu Lassing          |      | I/P     | 8        | [ 4 ] |
| 1899  | Enzersdorf im Thale              | Pfarrkirche Enzersdorf im Thale          |      | I/P     | 11       | [ 4 ] |
| 1902  | Enzersdorf im Thale              | Pfarrkirche Spital bei Weitra            |      | I/P     | 5        | [ 11 ] |
| 1903  | Wien-Breitenlee                  | Breitenleer Pfarrkirche                  |      | I/P     | 7        | [ 12 ] |
| 1907  | Sulz im Weinviertel              | Pfarrkirche Obersulz                     |      | II/P    | 12       | [ 13 ] |
| 1913  | Waitzendorf bei Retz             | Pfarrkirche Waitzendorf                  |      | I/P     | 8 (7)    | |
|       | Wien-Liesing                     | Erlöserkirche (Liesing)                  |      | II/P    | 12       | 2016 renoviert                                                                                             |

## Restaurierungen/Umbauten
| Jahr | Ort                | Gebäude                        | Bild | Manuale | Register | Bemerkungen |
| ---- | ------------------ | ------------------------------ | ---- | ------- | -------- | --- |
| 1898 | Eggendorf im Thale | Pfarrkirche Eggendorf im Thale |      | I/P     | 9        | Umsetzen der Orgel aus 1862 von Benedikt Latzl von der Pfarrkirche Enzersdorf im Thale in die benachbarte Pfarrkirche Eggendorf im Thale |